# Харкадио
Харкадио́ (Харкади, греч. Σπήλαιο Χαρκαδιό) — пещера в Греции, на острове Тилос в архипелаге Додеканес в Эгейском море. Расположена на северном склоне горы Амали (341 м), между и Ливадией и Мегалон-Хорионом, недалеко от дороги. В пещере найдены кости карликового слона Palaeoloxodon tiliensis.

## Археология
В 1971 году Николаос Симениодис (Νικόλαος Συμεωνίδης) обнаружил в пещере эндемичную фауну. Ранние раскопки сосредоточены на восточной границе пещеры, и в результате получен шурф глубиной 8,5 м с целью уточнения стратиграфии пещерных отложений. Симеонидис и его сотрудники раскопали пещеру в течение нескольких лет и собрали множество черепных, зубных и посткраниальных останков вымерших карликовых слонов в превосходной сохранности.
С тех пор продолжается изучение нового эндемичного вида карликовых слонов, первоначально названного Elephas tiliensis, а затем отнесенного к роду палеолоксодонов (Palaeoloxodon) — Palaeoloxodon tiliensis в соответствии с преобладающим мнением, что Palaeoloxodon является действительным родом и что средиземноморские эндемичные островные карликовые слоны за исключением сардинских Mammuthus lamarmorai и критских Mammuthus creticus, скорее всего, происходят от основателя популяций крупногабаритного материкового вида Palaeoloxodon antiquus, что подтверждается морфологическими признаками (Shoshani and Tassy, 2005; Shoshani et al., 2007; Ferretti, 2008; Herridge, 2010).
Фауна пещеры Харкадио также включает оленей (возрастом 140 000 лет), черепах, птиц и небольших млекопитающих (Symeonidis, 1972; Theodorou, 1983; Theodorou, 1988). Пещера Харкадио является одним из наиболее важных случаев совместного появления черепах и карликовых слонов. Предварительное изучение материала выявило несколько посткраниальных остатков окаймлённой сухопутной черепахи (Testudo marginata). Полностью отсутствует панцирь.
Находки хранятся в палеонтологическом музее Афинского университета. Выставка о раскопках пещеры Харкадио, содержащая окаменелости карликовых слонов, открылась в 1994 году в мэрии Тилоса в Мегалон-Хорионе.

## Palaeoloxodon tiliensis
Карликовые слоны Тилоса немного крупнее сицилийского карликового слона Palaeoloxodon falconeri, в то время как возраст отложений на месте открытия колеблется от очень позднего плейстоцена до второй половины голоцена (Symeonidis et al., 1973; Dermitzakis and Sondaar, 1978; Theodorou, 1983; Theodorou, 1988). Слоны представлены примерно 45 особями разного возраста (более 15 000 костей или около 13 300 идентифицированных костей плюс фрагменты), которые описаны в серии публикаций (Symeonidis, 1973; Symeonidis et al., 1973; Bachmayer et al., 1984; Theodorou, 1983). Раскопки в пещере Харкадио всё ещё активно ведутся командой Афинского университета.
Этот вид средиземноморских эндемичных карликовых слонов считается последним из живших в Европе. Слоны попали на остров в период, когда Тилос являлся частью полуострова Малая Азия. Вид впервые появился в отложениях пещеры Харкадио около 45 000 лет назад и вымер почти 4000–3500 лет назад (Symeonidis, 1972), примерно в то же время, когда последний Mammuthus primigenius обитал на острове Врангеля (Vartanyan et al., 2008). Верхняя датировка доказывает одновременное существование слонов и человека в эпоху после палеолита (Bachmayer et al. 1984; Theodorou and Symeonidis, 2001). Пока неизвестно видели ли и охотились ли люди на карликовых слонов Тилоса.
Вымирание Elephas tiliensis в голоцене является комбинированным результатом экологических процессов, вызванного климатическими изменениями, сокращением поверхности острова из-за послеледникового эвстатического повышения уровня моря и вулканизма в этом районе.
Учёные использовали технологии визуализации для моделирования и 3D-печати недостающих костей из неполного скелета слона. Проведена точная оцифровка морфологии с использованием как компьютерной томографии, так и лазерного сканирования поверхности, трёхмерное моделирование цифровых данных, математическая обработка размеров элементов скелета с учётом тафономических данных и аллометрии и, наконец, трёхмерное моделирование и 3D-печать анатомически и метрически точных скелетных элементов. В результате получен полный скелет.
Найденные бедренные кости достигают 700 мм в длину. Слон от маленького до среднего размера, на 50% или ещё меньше своего вероятного предка Palaeoloxodon antiquus. По оценкам, его масса тела составляла около 630—890 кг (до 1300 кг), а максимальная высота — около 190 см (Lomolino et al., 2013).